# منیک‌گنج-۱
منیک‌گنج-۱ (به لاتین: Manikganj-1) یک منطقهٔ مسکونی در بنگلادش است که در ناحیه منیک‌گنج واقع شده است.